# Woodville (Florida)
Woodville és una concentració de població designada pel cens dels Estats Units a l'estat de Florida. Segons el cens del 2000 tenia 3.006 habitants.

## Demografia
Segons el cens del 2000, Woodville tenia 3.006 habitants, 1.182 habitatges, i 855 famílies. La densitat de població era de 180,5 habitants/km².
Dels 1.182 habitatges en un 32% hi vivien nens de menys de 18 anys, en un 50,7% hi vivien parelles casades, en un 15,4% dones solteres, i en un 27,6% no eren unitats familiars. En el 21,7% dels habitatges hi vivien persones soles el 7% de les quals corresponia a persones de 65 anys o més que vivien soles. El nombre mitjà de persones vivint en cada habitatge era de 2,54 i el nombre mitjà de persones que vivien en cada família era de 2,92.
Per edats la població es repartia de la següent manera: un 25,1% tenia menys de 18 anys, un 8,8% entre 18 i 24, un 29,2% entre 25 i 44, un 26,3% de 45 a 60 i un 10,6% 65 anys o més.
L'edat mediana era de 37 anys. Per cada 100 dones de 18 o més anys hi havia 92 homes.
La renda mediana per habitatge era de 38.946 $ i la renda mediana per família de 42.026 $. Els homes tenien una renda mediana de 26.495 $ mentre que les dones 27.237 $. La renda per capita de la població era de 19.915 $. Entorn del 6,2% de les famílies i el 10,7% de la població estaven per davall del llindar de pobresa.

## Poblacions més properes
El següent diagrama mostra les poblacions més properes.